# هانس لم
هانس لم (نروژی: Hans Lem; ۱۹ نوامبر ۱۸۸۸ – ۱ مهٔ ۱۹۶۲) ژیمناست هنری اهل نروژ بود.